# 沃特維尤 (馬里蘭州)
沃特維尤（英語：Waterview）是位於美國馬里蘭州威科米科縣的一個普查規定居民點。

## 人口
根據2020年美國人口普查的數據，沃特維尤的面積為1.28平方千米，當中陸地面積為1.27平方千米，而水域面積為0.01平方千米。當地共有人口32人，而人口密度為每平方千米25人。